# Budoradz

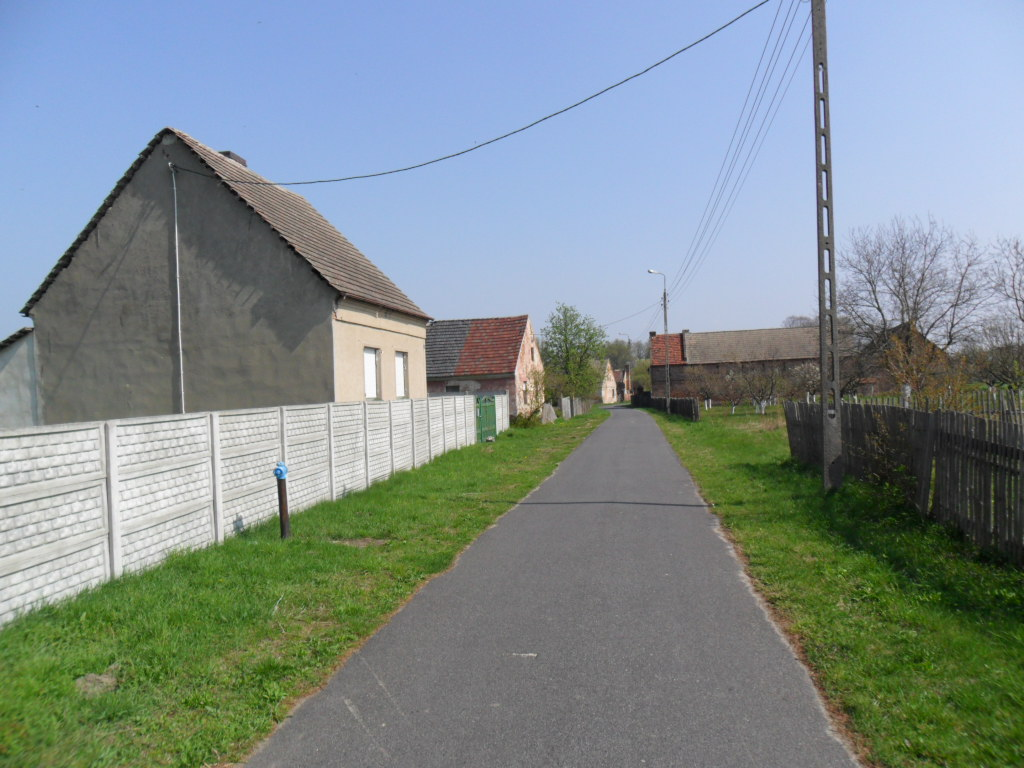

Budoradz (deutsch Buderose, niedersorbisch Budoraz) ist ein Dorf in der Gmina Gubin im Powiat Krosno in der Woiwodschaft Lebus in Polen.

## Gerichtsbarkeit
Die Gerichtsbarkeit in der Gemeinde lag bis 1849 beim jeweiligen Gutsherrn, folgend dann bis 1878 beim Kreisgericht Guben, 1879 beim Amtsgericht Guben und bis 1945 beim Landgericht in Guben.  

## Persönlichkeiten
- Paul von Studnitz (1888–1943), Generalleutnant,[1]; in Buderose geboren

## Sehenswürdigkeiten
- Schloss Buderose

## Mündliche Überlieferungen aus Buderose
- Mündlich aus Buderose,[2]